# Élections cantonales de 2011 en Lozère
Les élections cantonales ont eu lieu les 20 et 27 mars 2011.

## Contexte départemental

### Assemblée départementale sortante
Avant les élections, le conseil général de la Lozère est présidé par Jean-Paul Pourquier (UMP). Il comprend 25 conseillers généraux issus des 25 cantons de la Lozère. 12 d'entre eux sont renouvelables lors de ces élections. 
| Parti                             | Sigle | Sigle | Élus |
| --------------------------------- | ----- | ----- | ---- |
| Majorité (15 sièges)              |       |       |      |
| Union pour un mouvement populaire |       | UMP   | 7    |
| Divers droite                     |       | DVD   | 7    |
| Nouveau centre                    |       | NC    | 1    |
| Opposition (10 sièges)            |       |       |      |
| Parti socialiste                  |       | PS    | 4    |
| Parti radical de gauche           |       | PRG   | 2    |
| Divers gauche                     |       | DVG   | 1    |
| Mouvement démocrate               |       | MoDem | 1    |
| Europe Écologie Les Verts         |       | EELV  | 1    |
| Parti communiste français         |       | PCF   | 1    |
| Président du conseil général      |       |       |      |
| Jean-Paul Pourquier (UMP)         |       |       |      |

## Résultats à l'échelle du département

### Résultats départementaux
| Étiquette      | Étiquette                         | Premier tour | Premier tour | Second tour | Second tour | Sièges |
| Étiquette      | Étiquette                         | Voix         | %            | Voix        | %           | Sièges |
| -------------- | --------------------------------- | ------------ | ------------ | ----------- | ----------- | ------ |
|                | Divers gauche                     | 3 275        | 25,21        | 758         | 48,04       | 3      |
|                | Parti communiste français         | 1 540        | 11,86        |             |             | 1      |
|                | Parti socialiste                  | 789          | 6,07         |             |             | 1      |
|                | Les Verts                         | 772          | 5,94         |             |             |        |
| Gauche         | Gauche                            | 6 376        | 49,09        | 758         | 48,04       | 5      |
|                |                                   |              |              |             |             |        |
|                | Divers droite                     | 4 346        | 33,46        | 820         | 51,96       | 5      |
|                | Union pour un mouvement populaire | 1 028        | 7,91         |             |             | 1      |
|                | MoDem                             | 693          | 5,33         |             |             | 1      |
|                | Front national                    | 547          | 4,21         |             |             |        |
| Droite         | Droite                            | 6 614        | 50,91        | 820         | 51,96       | 7      |
|                |                                   |              |              |             |             |        |
| Inscrits       | Inscrits                          | 21 870       | 100,00       | 2 104       | 100,00      |        |
| Abstention     | Abstention                        | 7 966        | 36,42        | 485         | 23,05       |        |
| Votants        | Votants                           | 13 904       | 63,58        | 1 619       | 76,95       |        |
| Blancs et nuls | Blancs et nuls                    | 914          | 6,57         | 41          | 2,53        |        |
| Exprimés       | Exprimés                          | 12 990       | 93,43        | 1 578       | 97,47       |        |

### Assemblée départementale à l'issue des élections
| Parti                             | Sigle | Sigle | Élus |
| --------------------------------- | ----- | ----- | ---- |
| Majorité (14 sièges)              |       |       |      |
| Union pour un mouvement populaire |       | UMP   | 7    |
| Divers droite                     |       | DVD   | 6    |
| Nouveau centre                    |       | NC    | 1    |
| Opposition (11 sièges)            |       |       |      |
| Divers gauche                     |       | DVG   | 3    |
| Parti socialiste                  |       | PS    | 3    |
| Parti radical de gauche           |       | PRG   | 2    |
| Mouvement démocrate               |       | MoDem | 1    |
| Europe Écologie Les Verts         |       | EELV  | 1    |
| Parti communiste français         |       | PCF   | 1    |
| Président du conseil général      |       |       |      |
| Jean-Paul Pourquier (UMP)         |       |       |      |

### Élus par canton
| Canton                    | Conseiller Sortant        | Parti | Parti | Conseiller Élu            | Parti | Parti |
| ------------------------- | ------------------------- | ----- | ----- | ------------------------- | ----- | ----- |
| Aumont-Aubrac             | Alain Astruc              |       | DVD   | Alain Astruc              |       | DVD   |
| Chanac                    | Philippe Rochoux          |       | MoDem | Philippe Rochoux          |       | MoDem |
| Châteauneuf-de-Randon     | Henri Libourel            |       | DVD   | Michel Pironon            |       | DVG   |
| Fournels                  | Pierre Morel-À-L'Huissier |       | UMP   | Pierre Morel-À-L'Huissier |       | UMP   |
| Langogne                  | Gérard Souchon            |       | PS    | Bernard Palpacuer         |       | DVG   |
| Malzieu-Ville             | Jean-Noël Brugeron        |       | DVD   | Jean-Noël Brugeron        |       | DVD   |
| Nasbinals                 | Pierre Aldebert           |       | DVD   | Jean Aldebert             |       | DVD   |
| Pont-de-Montvert          | Sophie Pantel             |       | PS    | Sophie Pantel             |       | PS    |
| Saint-Amans               | Patrice Saint-Léger       |       | DVD   | Patrice Saint-Léger       |       | DVD   |
| Saint-Germain-de-Calberte | Robert Aigoin             |       | PCF   | Robert Aigoin             |       | PCF   |
| Sainte-Enimie             | François Gaudry           |       | DVG   | François Gaudry           |       | DVG   |
| Villefort                 | Jean de Lescure           |       | DVD   | Jean de Lescure           |       | DVD   |

## Résultats par canton

### Canton d'Aumont-Aubrac
| Candidats      | Candidats      | Étiquette      | Premier tour | Premier tour |
| Candidats      | Candidats      | Étiquette      | Voix         | %            |
| -------------- | -------------- | -------------- | ------------ | ------------ |
|                | Alain Astruc * | DVD            | 1 163        | 83,31        |
|                | Catherine Sage | FN             | 136          | 9,74         |
|                | Patrice Pollet | EÉLV           | 51           | 3,65         |
|                | Hélène Doridon | PCF            | 46           | 3,30         |
|                |                |                |              |              |
| Inscrits       | Inscrits       | Inscrits       | 1 986        | 100,00       |
| Abstentions    | Abstentions    | Abstentions    | 550          | 27,69        |
| Votants        | Votants        | Votants        | 1 436        | 72,31        |
| Blancs et nuls | Blancs et nuls | Blancs et nuls | 40           | 2,01         |
| Exprimés       | Exprimés       | Exprimés       | 1 396        | 70,29        |

*sortant

### Canton de Chanac
| Candidats      | Candidats          | Étiquette      | Premier tour | Premier tour |
| Candidats      | Candidats          | Étiquette      | Voix         | %            |
| -------------- | ------------------ | -------------- | ------------ | ------------ |
|                | Philippe Rochoux * | MoDem          | 693          | 59,38        |
|                | Xavier Pedel       | EELV           | 249          | 21,34        |
|                | Ghislaine Vaissade | PCF            | 225          | 19,28        |
|                |                    |                |              |              |
| Inscrits       | Inscrits           | Inscrits       | 1 997        | 100,00       |
| Abstentions    | Abstentions        | Abstentions    | 756          | 37,86        |
| Votants        | Votants            | Votants        | 1 241        | 62,14        |
| Blancs et nuls | Blancs et nuls     | Blancs et nuls | 74           | 3,71         |
| Exprimés       | Exprimés           | Exprimés       | 1 167        | 58,44        |

*sortant

### Canton de Châteauneuf-de-Randon
| Candidats      | Candidats         | Étiquette      | Premier tour | Premier tour |
| Candidats      | Candidats         | Étiquette      | Voix         | %            |
| -------------- | ----------------- | -------------- | ------------ | ------------ |
|                | Michel Pironon    | DVG            | 428          | 53,50        |
|                | Hubert Libourel * | DVD            | 372          | 46,50        |
|                |                   |                |              |              |
| Inscrits       | Inscrits          | Inscrits       | 1 326        | 100,00       |
| Abstentions    | Abstentions       | Abstentions    | 465          | 35,07        |
| Votants        | Votants           | Votants        | 861          | 64,93        |
| Blancs et nuls | Blancs et nuls    | Blancs et nuls | 61           | 4,60         |
| Abstentions    | Abstentions       | Abstentions    | 800          | 60,33        |

*sortant

### Canton de Fournels
| Candidats      | Candidats                   | Étiquette      | Premier tour | Premier tour |
| Candidats      | Candidats                   | Étiquette      | Voix         | %            |
| -------------- | --------------------------- | -------------- | ------------ | ------------ |
|                | Pierre Morel-A-L'Huissier * | UMP            | 625          | 69,68        |
|                | Christian Chauchard         | FN             | 166          | 18,51        |
|                | Christian Landre            | PCF            | 106          | 11,82        |
|                |                             |                |              |              |
| Inscrits       | Inscrits                    | Inscrits       | 1 262        | 100,00       |
| Abstentions    | Abstentions                 | Abstentions    | 307          | 24,33        |
| Votants        | Votants                     | Votants        | 955          | 75,67        |
| Blancs et nuls | Blancs et nuls              | Blancs et nuls | 58           | 4,60         |
| Exprimés       | Exprimés                    | Exprimés       | 897          | 71,08        |

*sortant

### Canton de Langogne
| Candidats      | Candidats               | Étiquette      | Premier tour | Premier tour |
| Candidats      | Candidats               | Étiquette      | Voix         | %            |
| -------------- | ----------------------- | -------------- | ------------ | ------------ |
|                | Bernard Palpacuer       | DVG            | 1 437        | 87,73        |
|                | Grégoire de Saint-Jorre | EÉLV           | 201          | 12,27        |
|                |                         |                |              |              |
| Inscrits       | Inscrits                | Inscrits       | 3696         | 100,00       |
| Abstentions    | Abstentions             | Abstentions    | 1 807        | 48,89        |
| Votants        | Votants                 | Votants        | 1 889        | 51,11        |
| Blancs et nuls | Blancs et nuls          | Blancs et nuls | 251          | 6,79         |
| Exprimés       | Exprimés                | Exprimés       | 1 638        | 44,32        |

### Canton du Malzieu-Ville
| Candidats      | Candidats            | Étiquette      | Premier tour | Premier tour | Second tour | Second tour |
| Candidats      | Candidats            | Étiquette      | Voix         | %            | Voix        | %           |
| -------------- | -------------------- | -------------- | ------------ | ------------ | ----------- | ----------- |
|                | Jean-Noël Brugeron * | DVD            | 744          | 48,85        | 820         | 51,96       |
|                | Alain Gstalter       | DVG            | 551          | 36,18        | 758         | 48,04       |
|                | Jacques Berti        | PCF            | 125          | 8,21         |             |             |
|                | Jérôme Peron         | FN             | 103          | 6,76         |             |             |
|                |                      |                |              |              |             |             |
| Inscrits       | Inscrits             | Inscrits       | 2 104        | 100,00       | 2 104       | 100,00      |
| Abstentions    | Abstentions          | Abstentions    | 545          | 25,90        | 485         | 23,05       |
| Votants        | Votants              | Votants        | 1 559        | 74,10        | 1 619       | 76,95       |
| Blancs et nuls | Blancs et nuls       | Blancs et nuls | 36           | 1,71         | 41          | 1,95        |
| Exprimés       | Exprimés             | Exprimés       | 1 523        | 72,39        | 1 578       | 75,00       |

### Canton de Nasbinals
| Candidats      | Candidats       | Étiquette      | Premier tour | Premier tour |
| Candidats      | Candidats       | Étiquette      | Voix         | %            |
| -------------- | --------------- | -------------- | ------------ | ------------ |
|                | Jean Aldebert   | DVD            | 406          | 50,19        |
|                | Bernard Bastide | UMP            | 403          | 49,81        |
|                |                 |                |              |              |
| Inscrits       | Inscrits        | Inscrits       | 1 035        | 100,00       |
| Abstentions    | Abstentions     | Abstentions    | 188          | 18,16        |
| Votants        | Votants         | Votants        | 847          | 81,84        |
| Blancs et nuls | Blancs et nuls  | Blancs et nuls | 38           | 3,67         |
| Exprimés       | Exprimés        | Exprimés       | 809          | 78,16        |

### Canton du Pont-de-Montvert
| Candidats      | Candidats       | Étiquette      | Premier tour | Premier tour |
| Candidats      | Candidats       | Étiquette      | Voix         | %            |
| -------------- | --------------- | -------------- | ------------ | ------------ |
|                | Sophie Pantel * | PS             | 590          | 83,10        |
|                | Dominique Brun  | EÉLV           | 120          | 16,90        |
|                |                 |                |              |              |
| Inscrits       | Inscrits        | Inscrits       | 1 277        | 100,00       |
| Abstentions    | Abstentions     | Abstentions    | 518          | 40,56        |
| Votants        | Votants         | Votants        | 759          | 59,44        |
| Blancs et nuls | Blancs et nuls  | Blancs et nuls | 49           | 3,84         |
| Exprimés       | Exprimés        | Exprimés       | 710          | 55,60        |

*sortant

### Canton de Saint-Amans
| Candidats      | Candidats              | Étiquette      | Premier tour | Premier tour |
| Candidats      | Candidats              | Étiquette      | Voix         | %            |
| -------------- | ---------------------- | -------------- | ------------ | ------------ |
|                | Patrice Saint-Léger *  | DVD            | 669          | 52,22        |
|                | Jean-Luc Goareguer     | DVG            | 397          | 30,99        |
|                | Jean-François Pardigon | FN             | 142          | 11,09        |
|                | Michel                 | EÉLV           | 73           | 5,70         |
|                |                        |                |              |              |
| Inscrits       | Inscrits               | Inscrits       | 1 856        | 100,00       |
| Abstentions    | Abstentions            | Abstentions    | 538          | 28,99        |
| Votants        | Votants                | Votants        | 1 318        | 71,01        |
| Blancs et nuls | Blancs et nuls         | Blancs et nuls | 37           | 1,99         |
| Exprimés       | Exprimés               | Exprimés       | 1 281        | 69,02        |

*sortant

### Canton de Saint-Germain-de-Calberte
| Candidats      | Candidats      | Étiquette      | Premier tour | Premier tour |
| Candidats      | Candidats      | Étiquette      | Voix         | %            |
| -------------- | -------------- | -------------- | ------------ | ------------ |
|                | Robert Aigoin* | PCF            | 1 038        | 100,00       |
|                |                |                |              |              |
| Inscrits       | Inscrits       | Inscrits       | 2 610        | 100,00       |
| Abstentions    | Abstentions    | Abstentions    | 1 362        | 52,18        |
| Votants        | Votants        | Votants        | 1 248        | 47,82        |
| Blancs et nuls | Blancs et nuls | Blancs et nuls | 210          | 8,05         |
| Abstentions    | Abstentions    | Abstentions    | 1 038        | 39,77        |

*sortant

### Canton de Sainte-Enimie
| Candidats      | Candidats         | Étiquette      | Premier tour | Premier tour |
| Candidats      | Candidats         | Étiquette      | Voix         | %            |
| -------------- | ----------------- | -------------- | ------------ | ------------ |
|                | François Gaudry * | DVG            | 462          | 60,23        |
|                | Christophe Brun   | DVD            | 305          | 39,77        |
|                |                   |                |              |              |
| Inscrits       | Inscrits          | Inscrits       | 1 185        | 100,00       |
| Abstentions    | Abstentions       | Abstentions    | 390          | 32,91        |
| Votants        | Votants           | Votants        | 795          | 67,09        |
| Blancs et nuls | Blancs et nuls    | Blancs et nuls | 28           | 2,36         |
| Exprimés       | Exprimés          | Exprimés       | 767          | 64,73        |

*sortant

### Canton de Villefort
| Candidats      | Candidats         | Étiquette      | Premier tour | Premier tour |
| Candidats      | Candidats         | Étiquette      | Voix         | %            |
| -------------- | ----------------- | -------------- | ------------ | ------------ |
|                | Jean De Lescure * | DVD            | 687          | 71,27        |
|                | René Causse       | PS             | 199          | 20,64        |
|                | Claude Soudan     | EÉLV           | 78           | 8,09         |
|                |                   |                |              |              |
| Inscrits       | Inscrits          | Inscrits       | 1 536        | 100,00       |
| Abstentions    | Abstentions       | Abstentions    | 540          | 35,16        |
| Votants        | Votants           | Votants        | 996          | 64,84        |
| Blancs et nuls | Blancs et nuls    | Blancs et nuls | 32           | 2,08         |
| Exprimés       | Exprimés          | Exprimés       | 964          | 62,76        |

*sortant